# Herman Fleming (1676–1729)
Herman Fleming, tidigare Fleming af Liebelitz, född december 1676, död 15 november 1729 i Stockholm, var en svensk greve och kammarherre.

## Biografi
Herman Fleming föddes 1676. Han var son till Claes Fleming af Liebelitz och Anna Kruus. Fleming upphöjdes till greve 20 december 1687, tillsammans med sin mor och syskon. Ätten introducerades i Sveriges riddarhus 1689 som nummer 26. Han blev 5 september 1689 student vid Uppsala universitet och senare kammarherre hos änkedrottningen Hedvig Eleonora. Fleming avled 1729 i Stockholm och med honom utgick den grevliga ätten på svärdssidan.

### egendom
Han var greve till Villnäs, friherre till Liebelitz och herre till Sjötuna i Kumla socken och Degerhov i Skällviks socken.

### Familj
Fleming gifte sig första gången 10 juni 1711 med grevinnan Maria Ulrika Eleonora Stenbock (död 1712), dotter till generallöjtanten greve Erik Gustaf Stenbock och grevinnan Johanna Eleonora De la Gardie.
Han gifte sig andra gången 6 april 1714 med sin syssling, friherrinnan Maria Cahtarina Fleming af Liebelitz (1696–1761), dotter till överstelöjtnanten friherre Magnus Fleming af Liebelitz och grevinnan Vendela Christina Stålarm.